# Nutáció

A precesszió és a nutáció hatása a földtengelyre:
R – a Föld forgástengelye,
P – Precesszió,
N – Nutáció

A nutáció annak következménye, hogy a Hold – a Naptól eltérően – nem egyenletes forgatónyomatékot fejt ki a Föld tömegére és forgástengelyére.
Ennek oka, hogy a Hold pályája 5°-os szöget zár be a földpálya síkjával. A két sík metszésvonala a Nap zavaró gravitációs hatása miatt 18,6 év alatt körbefordul.
E mozgás a Hold Földre gyakorolt forgatónyomatékának periodikus váltakozását is jelenti, amely az égi pólus mozgásában 18,6 éves periódusú ingadozást okoz.
Ez a nutáció, amelynek következtében a Föld tengelye nem egyszerű, hanem hullámvonalakkal tarkított kúpszerű pályát ír le.
A precesszió 26 ezer éves periódusán belül kb. 1400 nutációs periódus van.